# وزارة التراث والسياحة (سلطنة عمان)
وزارة التراث والسياحة (وزارة التراث والثقافة سابقًا) هي الهيئة الحكومية في سلطنة عُمان المسؤولة عن تعزيز والحفاظ على التراث العماني والسياحة.